# Guatemala en el Torneo de Fútbol en los Juegos Olímpicos de México 1968
La selección de Guatemala fue uno de los dieciséis equipos participantes en el Torneo de Fútbol en los Juegos Olímpicos de 1968, realizado en Ciudad de México, México. Esta fue su primera participación.
Guatemala calificó luego de dejar en el camino a Bermudas y Costa Rica. En el torneo, Guatemala obtuvo una victoria de 1-0 ante Checoslovaquia, otra victoria de 4-1 contra Tailandia, una derrota contra Bulgaria y otra derrota, pero a un gol contra la futura campeona Hungría, quedando en cuartos de final.

## Clasificación
|  | Cuartos de final     | Cuartos de final     | Cuartos de final | Cuartos de final |   |          | Semifinal | Semifinal | Semifinal        | Semifinal        | Semifinal |   |  | Final | Final | Final | Final |  |
|  |                      |                      |                  |                  |   |          |           |           |                  |                  |           |   |  |       |       |       |       |  |
|  |                      |                      |                  |                  |   |          |           |           |                  |                  |           |   |  |       |       |       |       |  |
|  | Bermudas             | Bermudas             | 1                | 1                |   |          |           |           |                  |                  |           |   |  |       |       |       |       |  |
|  | Bermudas             | Bermudas             | 1                | 1                |   |          |           |           |                  |                  |           |   |  |       |       |       |       |  |
|  | Estados Unidos       | Estados Unidos       | 1                | 0                |   |          |           |           |                  |                  |           |   |  |       |       |       |       |  |
|  | Estados Unidos       | Estados Unidos       | 1                | 0                |   | Bermudas | Bermudas  | 1         | 0                | 1                |           |   |  |       |       |       |       |  |
|  |                      |                      |                  |                  |   | Bermudas | Bermudas  | 1         | 0                | 1                |           |   |  |       |       |       |       |  |
|  |                      |                      | Guatemala (pró.) | Guatemala (pró.) | 1 | 0        | 2         |           |                  |                  |           |   |  |       |       |       |       |  |
|  |                      |                      | Guatemala (pró.) | Guatemala (pró.) | 1 | 0        | 2         |           |                  |                  |           |   |  |       |       |       |       |  |
|  |                      |                      |                  |                  |   |          |           |           |                  |                  |           |   |  |       |       |       |       |  |
|  |                      |                      |                  |                  |   |          |           |           |                  |                  |           |   |  |       |       |       |       |  |
|  |                      |                      |                  |                  |   |          |           |           | Guatemala (pró.) | Guatemala (pró.) | 1         | 2 |  |       |       |       |       |  |
|  |                      |                      |                  |                  |   |          |           |           |                  |                  |           | 2 |  |       |       |       |       |  |
|  |                      |                      | Costa Rica       | Costa Rica       | 0 | 3        |           |           |                  |                  |           |   |  |       |       |       |       |  |
|  | República Dominicana | República Dominicana | Costa Rica       | Costa Rica       | 0 | 3        | 0         | 0         |                  |                  |           |   |  |       |       |       |       |  |
|  | República Dominicana | República Dominicana |                  |                  |   |          |           |           |                  |                  |           |   |  |       |       |       |       |  |
|  | Haití                | Haití                | 8                | 6                |   |          |           |           |                  |                  |           |   |  |       |       |       |       |  |
|  | Haití                | Haití                | 8                | 6                |   | Haití    | Haití     | 1         | 3                |                  |           |   |  |       |       |       |       |  |
|  |                      |                      |                  |                  |   | Haití    | Haití     | 1         | 3                |                  |           |   |  |       |       |       |       |  |
|  |                      |                      | Costa Rica       | Costa Rica       | 3 | 2        |           |           |                  |                  |           |   |  |       |       |       |       |  |
|  |                      |                      | Costa Rica       | Costa Rica       | 3 | 2        |           |           |                  |                  |           |   |  |       |       |       |       |  |
|  |                      |                      |                  |                  |   |          |           |           |                  |                  |           |   |  |       |       |       |       |  |
|  |                      |                      |                  |                  |   |          |           |           |                  |                  |           |   |  |       |       |       |       |  |
|  |                      |                      |                  |                  |   |          |           |           |                  |                  |           |   |  |       |       |       |       |  |
|  |                      |                      |                  |                  |   |          |           |           |                  |                  |           |   |  |       |       |       |       |  |

### Semifinal
| 3 de diciembre de 1967 | Guatemala  | 1:1 (0:1) | Bermudas    | Estadio Mateo Flores, Ciudad de Guatemala                     |                                                               |
|                        | Chacón 52' |           | Romaine 43' | Asistencia: 35 000 espectadores Árbitro(s): Aristóteles Gómez | Asistencia: 35 000 espectadores Árbitro(s): Aristóteles Gómez |

| 10 de diciembre de 1967 | Bermudas | 0:0 (t. s.) | Guatemala | Prospect Stadium, Hamilton                               |  |
|                         |          |             |           | Asistencia: 9 000 espectadores Árbitro(s): Audley Brandt |  |

| 3 de marzo de 1968 | Guatemala                | 2:1 (0:1, 1:1) | Bermudas    | Estadio Flor Blanca, San Salvador                                 |                                                                   |
|                    | Alemán 90' · Roldán 105' |                | Romaine 25' | Asistencia: 30 000 espectadores Árbitro(s): Abel Aguilar Elizalde | Asistencia: 30 000 espectadores Árbitro(s): Abel Aguilar Elizalde |

### Final
| 26 de mayo de 1968 | Guatemala  | 1:0 (1:0) | Costa Rica | Estadio Mateo Flores, Ciudad de Guatemala                      |                                                                |
|                    | Valdez 29' |           |            | Asistencia: 60 000 espectadores Árbitro(s): Theodorus Koetsier | Asistencia: 60 000 espectadores Árbitro(s): Theodorus Koetsier |

| 2 de junio de 1968 | Costa Rica                                 | 3:2 (1:1, 2:1) | Guatemala              | Estadio Nacional, San José                                        |                                                                   |
|                    | L. Hernández 18' (pen.) 47' · Elizondo 99' |                | Roldán 5' · Torres 93' | Asistencia: 35 000 espectadores Árbitro(s): Abel Aguilar Elizalde | Asistencia: 35 000 espectadores Árbitro(s): Abel Aguilar Elizalde |

## Jugadores
Datos corresponden a situación previo al inicio del torneo
| #  | Nombre                  | Posición      | Edad | Club           |
| -- | ----------------------- | ------------- | ---- | -------------- |
| 1  | Ignacio González Lam    | Portero       | 24   | Municipal      |
| 2  | Alberto López Oliva     | Defensa       | 24   | Municipal      |
| 3  | Lijón de León           | Defensa       | 25   | Aurora         |
| 4  | Roberto Camposeco       | Defensa       | 27   | Aurora         |
| 5  | Horacio Hasse           | Defensa       | 23   | Municipal      |
| 6  | Luis Villavicencio      | Defensa       | 18   | Comunicaciones |
| 7  | Hugo Montoya            | Defensa       | 27   | Municipal      |
| 8  | Nelson Melgar           | Delantero     | 23   | Comunicaciones |
| 9  | Jorge Roldán            | Mediocampista | 27   | Aurora         |
| 10 | Hugo Torres             | Mediocampista | 23   | Comunicaciones |
| 11 | Jerry Slusher           | Delantero     | 23   | Suchitepéquez  |
| 12 | José Antonio García     | Mediocampista | 28   |                |
| 13 | Rolando Valdez          | Mediocampista | 23   | Municipal      |
| 14 | Armando Melgar          | Delantero     | 23   | Municipal      |
| 15 | Hugo Peña               | Delantero     | 32   | Comunicaciones |
| 16 | David Stokes Brown      | Delantero     | 22   | Comunicaciones |
| 17 | Ricardo Alexander Clark | Mediocampista | 30   | Municipal      |
| 18 | Edgar Chacón            | Delantero     | 23   | Municipal      |
| 19 | Julio García            | Portero       | 22   | Comunicaciones |
| DT | César Viccino           |               |      |                |

## Participación

### Grupo 4
| Equipo         | Pts | PJ | PG | PE | PP | GF | GC |
| -------------- | --- | -- | -- | -- | -- | -- | -- |
| Bulgaria       | 5   | 3  | 2  | 1  | 0  | 11 | 3  |
| Guatemala      | 4   | 3  | 2  | 0  | 1  | 6  | 3  |
| Checoslovaquia | 3   | 3  | 1  | 1  | 1  | 10 | 3  |
| Tailandia      | 0   | 3  | 0  | 0  | 3  | 1  | 19 |

| 14 de octubre de 1968, 12:00 | Guatemala  | 1:0 (1:0) | Checoslovaquia | Estadio Jalisco, Guadalajara     |                                  |
|                              | Stokes 28' |           |                | Árbitro(s): Romualdo Arppi Filho | Árbitro(s): Romualdo Arppi Filho |

| 16 de octubre de 1968, 12:00 | Guatemala                                     | 4:1 (1:1) | Tailandia                | Estadio León, León de Los Aldama |                              |
|                              | Melgar 23' 85' · Roldán 55' · López Oliva 67' |           | Udomsilp Sornbutnark 44' | Árbitro(s): Jean-Louis Faber     | Árbitro(s): Jean-Louis Faber |

| 18 de octubre de 1968, 12:00 | Bulgaria                   | 2:1 (0:0) | Guatemala       | Estadio León, León de Los Aldama |                         |
|                              | Nikodimov 50' · Zhekov 84' |           | López Oliva 88' | Árbitro(s): Raúl Osorio          | Árbitro(s): Raúl Osorio |

### Cuartos de final
| 20 de octubre de 1968, 12:00 | Hungría   | 1:0 (0:0) | Guatemala | Estadio Jalisco, Guadalajara |                             |
|                              | Szücs 69' |           |           | Árbitro(s): Arturo Yamasaki  | Árbitro(s): Arturo Yamasaki |

## Estadísticas

### Clasificación general
| Equipo | Equipo         | Pts | PJ | PG | PE | PP | GF | GC | Dif |
| ------ | -------------- | --- | -- | -- | -- | -- | -- | -- | --- |
| 7      | Francia        | 4   | 4  | 2  | 0  | 2  | 9  | 7  | 2   |
| 8      | Guatemala      | 4   | 4  | 2  | 0  | 2  | 6  | 4  | 2   |
| 9      | Checoslovaquia | 3   | 3  | 1  | 1  | 1  | 10 | 3  | 7   |

### Goleadores
| Jugador             | Anotado | PJ |
| ------------------- | ------- | -- |
| Nelson Melgar       | 2       | 3  |
| Alberto López Oliva | 2       | 4  |
| David Stokes        | 1       | 2  |